# Дундань
Дундань (926 —982 роки) — держава, що утворилася внаслідок завоювання киданнями Пархе. Була залежна від Династії Ляо. На чолі стояла династія Єлюй.

## Історія
У 926 році киданські війська після 10-річної війни підкорили державу Пархе. Основні землі, що розташовувалися в центральній частині, були безпосередньо включені до складу киданської держави Ляо. У східних землях населених племенами мохе було утворено васальну державу, на чолі з представником правлячої династії Туюєм (в китайському варіанті Пей), який отримав титул ван. Елюй Туюй назвав свою державу Східне Червоне — Дан Гур (китайською Дундань). Нова держава стала васалом Ляо, сплачуючи данину. Влітку 927 року після відходу киданських військ племена мохе повстали, але були швидко переможені.
926 року резиденцію держави було перенесено до Суйбіна. 931 року під впливом Мін-цзун з Пізньої Тан, Туюй з родиною на кораблі втік до Шаньдуну, де прийняв китайське прізвище та ім'я Лі Цзаньхуа і став губернатором.
Після втечі Туюя новим ван Дунданя став його син Єлюй Жуань. Проте спочатку регентшею була його мати з роду Сяо (до 940 року). Жуань правив до 947 року, коли став імператором Ляо. Натомість поставив на чолі Дундані свого родича Аньдуаня (правив до 952 року). Керівництво державним апаратом до 942 року здійснював Єлюй Юйчжі, а потім до 959 року — Гао Мохань. В цей час столицею стає місто Дунпін (сучасний Ляоян).
З 952 року влада у Дундані було передано Єлюй Сяню. Остання згадка про Дундань відноситься до кінця 982 року, коли її Державна рада (Чжунтайшен) була розпущена. Напевне тоді ж новий імператор Ляо Єлюй Лунсюй (з 969 року був ваном Дундань) приєднав територію Дундань до своєї імперії.